# Bürök (növénynemzetség)
A bürök az ernyősvirágzatúak rendjébe és a zellerfélék családjába tartozó nemzetség, amely mérgező, lágyszárú növényeket foglal magában. A nemzetség legismertebb faja a foltos bürök (Conium maculatum), amely Európa, Ázsia és Észak-Afrika mérsékelt égövi területein honos, de mára más kontinensekre is betelepítették. A bürökfajok jellemzően vadon nőnek útszéleken, parlagokon és nedves réteken, és könnyen felismerhetők jellegzetes ernyős virágzatukról, valamint erős, földes illatukról. Történelmileg különleges figyelmet kaptak erős toxikológiai hatásuk miatt, amelyet például a szokásjog és az orvostudomány is felhasznált az ókorban. A bürök a klasszikus irodalomban is jelentős szerepet kapott, például Szókratész halálának eszközeként.

## Leírás
Évelő, lágyszárú növények, amelyek lehetnek vékonyak vagy robusztusak, szárasak, elágazóak, kopaszok és kissé hamvasak, erős karógyökérrel vagy húsos, csomós gyökerekkel. Leveleik váltakozó állásúak, nyelesek, szárnyasan összetettek, szárnyasan szeldelt vagy tagolt levélkékkel, hártyásak; a levélnyél hüvelyszerű, a hüvelyek hártyásak. Virágzata lazán összetett ernyő, végálló és oldalállású kocsányokon; általában öt hártyás szélű, végül visszahajló murvalevelet tartalmazó gallér; kevés, szétálló-felfelé hajló vagy visszahajló sugarak; öt murvácskából álló gallérka, amelyek a murvalevelekhez hasonlóak; vékony, szétálló-felfelé hajló virágkocsányok. A csésze fogai hiányoznak; a szirmok keskenyebb, begörbülő csúccsal rendelkeznek, fehér, fehér-zöldes vagy fehér-sárgás színűek; a bibeszálak rövidek, a bibepárna alacsony, kúpos. A termés szélesen tojásdad vagy majdnem gömbölyű, oldalról lapított és a varratnál többé-kevésbé összehúzott, kopasz; a résztermések majdnem hengeresek; a termésoszlop kétágú; öt, jól látható, tompa, gyakran hullámos, közel azonos bordával; olajjáratok nincsenek, de a magüreget körülvevő szekréciós szövetréteg található; a mag felszíne barázdált.

## Felhasználás
A bürök legismertebb faja, a foltos bürök, hosszú ideje ismert a mérgező hatásairól, és történelmi feljegyzések tanúsítják, hogy különböző kultúrákban is felhasználták, gyakran ellentmondásos módon. Az ókori Görögországban a bürök kivonata halálos méregként szerepelt, legismertebb esetben Szókratész kivégzésére használták.
A bürökben található fő hatóanyagok, például a koniin, rendkívül mérgezőek, és már kis mennyiségben is súlyos tüneteket, például izombénulást, légzési nehézségeket és halált okozhatnak. Emiatt a növény gyógyászati felhasználása erősen korlátozott, és szigorú szabályozás alá esik.
Hagyományosan bizonyos gyógyászati célokra is alkalmazták, például fájdalomcsillapítóként és görcsoldóként, de ezek a felhasználások ma már ritkák és veszélyességük miatt nem ajánlottak. A modern fitoterápiában és gyógyszerészetben a bürök nem játszik jelentős szerepet, azonban toxikológiai kutatások tárgyát képezi, hogy megértsék hatóanyagainak működését és potenciális orvosi alkalmazásait.
A bürök kivonatait egyes kártevőirtó szerekben is használták a múltban, mivel mérgező hatása az emberekre és az állatokra egyaránt kiterjed. Ezen felhasználási módok azonban mára jelentősen visszaszorultak a biztonságosabb alternatívák megjelenésével.

## Fajok
A The Plant List szerint az alábbi négy faj tartozik a nemzetségbe:
- Conium chaerophylloides (Thunb.) Eckl. et Zeyh. – Dél-Afrika
- Conium fontanum Hilliard et B.L.Burtt
- Conium maculatum L. – foltos bürök, bürök; Európa, a Földközi-tenger térsége
- Conium sphaerocarpum Hilliard et B.L.Burtt